# Mũi Ròn
Mũi Ròn là mũi đất nhô ra vịnh Bắc Bộ thuộc xã Kỳ Lợi, thị xã Kỳ Anh, tỉnh Hà Tĩnh, Việt Nam.
Mũi Ròn nằm ở triền dốc phía bắc núi Chúa của dãy Hoành Sơn. Ngoài khơi mũi Ròn là hai hải đảo: Hòn Sơn Dương và hòn Cồn Chim.
Để giúp thuyền bè qua lại, ở Mũi Ròn có ngọn hải đăng cao hơn 15 m, dựng năm 1999 ở xã Vạn Áng. Vì đặt trên mỏm đất cao nên ánh đèn phát tỏa ở cao độ 200 m so với mặt biển.